# Grzegorz Nagórski
Grzegorz Nagórski (ur. 11 kwietnia 1964 w Tczewie) – polski puzonista jazzowy.

## Życiorys
Absolwent Wydziału Jazzu i muzyki rozrywkowej Akademii Muzycznej w Katowicach. Stypendysta dwóch amerykańskich uczelni: Florida Atlantic University (1990–1991 klasa puzonu dr. Hachkrofta) oraz University of Miamii, który ukończył w 1993 tytułem magistra Jazz Performance. W 1992 został wykładowcą w klasie puzonu jazzowego, zespołów jazzowych, kształcenia słuchu oraz improwizacji w University of Miamii Jazz Department, a następnie w latach 1994–1995 wykładał w klasie puzonu jazzowego i klasycznego, zespołów jazzowych oraz literatury jazzowej w Florida Atlantic University. W 1999 został nauczycielem wydziału jazzu na Akademii Muzycznej im. F. Chopina w Warszawie. W październiku 2001 został starszym wykładowcą Wydziału Jazzu Akademii Muzycznej we Wrocławiu. Stale współpracuje również z Instytutem Jazzu Akademii Muzycznej w Katowicach. Jest też wykładowcą w Instytucie Jazzu Państwowej Wyższej Szkoły Zawodowej w Nysie. Oprócz tego zajmował się prowadzeniem letnich kursów i warsztatów jazzu w Polsce (Chodzież, Gdańsk, Michałowice, Pułtusk, Puławy, Trzciel, Nysa) oraz poza granicami kraju (Green Bay).
Laureat Konkursu Złota Tarka w 1983 roku i I Międzynarodowego Konkursu Improwizacji Jazzowej (1986).
Był członkiem zespołów New Coast i Young Power, a także Zbigniew Lewandowski Septet.
W 2007 roku reaktywował swój kwartet i nagrał (wraz z Pawłem Tomaszewskim, Andrzejem Święsem i Łukaszem Żyta) płytę pt. Dedication na której znalazły się jego własne kompozycje. W 2010 ukazała się płyta Over and Over, która również zawiera wyłącznie autorskie kompozycje Grzegorza Nagórskiego.
Od 1996 do chwili obecnej jego nazwisko regularnie znajduje się na pierwszej pozycji w ankietach magazynu Jazz Forum jako Najlepszego Polskiego Puzonisty Jazzowego.